# Штраус, Эрнст
Эрнст Га́бор Штра́ус (англ. Ernst Gabor Straus, 1922–1983) — американский математик немецко-еврейского происхождения. Работы по чрезвычайно широкому кругу тем, включая теорию Рамсея, аналитическую теорию чисел, экстремальные задачи теории графов, комбинаторику, линейную алгебру, теоретическую физику. Среди его самых известных вкладов в популярную математику – до сих пор не доказанная «гипотеза Эрдёша — Штрауса» о том, что каждое число вида 4/п разлагается на три египетские дроби.
Был сотрудником Эйнштейна и близким другом Эрдёша; в обширный список его соавторов входят также Ричард Беллман, Рональд Грэм, Ласло Ловас, Карл Померанс и Дьёрдь Секереш.

## Биография
Эрнст Штраус родился в Мюнхене (1922) был младшим из пятерых детей адвоката Элиаса Штрауса, видного деятеля сионистского движения. Мать, Рахель Штраус, была известным врачом, одной из первых девушек, которым разрешили обучение в немецком университете.
В 1933 году, вскоре после смерти отца и прихода к власти в Германии нацистов, мать эмигрировала в Палестину. Эрнст учился в Еврейском университете в Иерусалиме, хотя он никогда не получал степень бакалавра.
Переселившись в США (1941 год), Штраус начал обучение в Колумбийском университете (Нью-Йорк), где получил степень магистра. Два года спустя он стал ассистентом Альберта Эйнштейна в Принстоне и опубликовал с ним три совместные статьи. В 1944 году Штраус женился на Луизе Миллер, у них родились два сына.
Во время трехлетнего пребывания в Институте перспективных исследований (1944—1948) Штраус помогал Эйнштейну в его работах по единой теории поля; по этой теме он защитил диссертацию в 1948 году. Далее он стал профессором в университете Калифорнии, Лос-Анджелес. Эту должность он сохранил до конца жизни.
Эрнст Габор Штраус был соредактором (1951—1964) и редактором (1954—1959) журнала Pacific Journal of Mathematics. Среди его учеников — Авиэзри Френкель. Умер Штраус 12 июля 1983 года от сердечной недостаточности.

## Некоторые труды
См. более полный список (133 статьи) в некрологе.
- 1945: The Influence of the Expansion of Space on the Gravitation Fields surrounding the Individual Stars (with Albert Einstein)
- 1946: A Generalization of the Relativistic Theory of Gravitation, II (Ann. Math. Vol. 47: 731 – 741) (with Albert Einstein)  www.jstor.org/stable/1969231
- 1949: Some Results in Einstein's Unified Field Theory
- 1949: Continued Fractions, Algebraic Functions and the Padé Table (with Richard Bellman)
- 1950: On Entire Functions with Algebraic Derivatives at Certain Algebraic Points
- 1951: On the Polynomials whose Derivatives have Integral Values at the Integers
- 1953: On linear independence of sequences in a Banach space (with Paul Erdős)
- 1956: On the number of absolute points of a correlation (Pacific J. Math. Vol. 56: 83 – 96) (with Alan Jerome Hoffman, Morris Newman and Olga Taussky)
- 1956: Remark on the preceding paper. Algebraic equations satisfied by roots of natural numbers (Pacific J. Math. Vol. 6: 97 – 98) (with Olga Taussky)
- 1956: A characteristic property of the circle, ellipse, and hyperbola (Amer. Math. Monthly Vol. 63: 710 – 711) (with Paul Kelly), www.jstor.org/stable/2309558
- 1958: Curvature in Hilbert geometries (with Paul Kelly)
- 1960: On the maximal number of pairwise orthogonal Latin squares of a given order (with Paul Erdős and Sarvadaman Chowla)
- 1962: On a problem in the theory of partitions
- 1971: Nonaveraging sets